# جون ترافرز وود
جون ترافرز وود هو جراح وسياسي أمريكي، ولد في 25 نوفمبر 1878 في ويكفيلد في المملكة المتحدة، وتوفي في 2 نوفمبر 1954 في كويور دي أليني في الولايات المتحدة. نشط حزبياً في الحزب الجمهوري. وقد انتخب عضو مجلس النواب الأمريكي ‏.